# Јурај II Шубић
Јурај II Шубић (око 1290. - 15. децембар 1328) је био хрватски племић из породице Шубић. Управљао је тврђавом Клис.

## Биографија
Јурај је био син Павла I Шубића, најмоћнијег хрватског великаша с краја 13. и почетка 14. века. Након што је његов брат Младен II пао у заробљеништво, Јурај је постао вођа породице Шубић, уживајући подршку своја друга два брата: Гргура I Шубића и Павла II Шубића. Након смрти Јурја I 1303. године, Јурај II, његов нећак, наследио га је као владар Далмације. Након смрти Павла I маја 1312. године, Младен II је наследио титулу хрватског и далматинског бана и поделио градове са својом браћом: Гргур је добио Шибеник и Брибир, док је Јурај II добио Омиш, Нин и Клис.
Јурај II је покушао повратиту градове и утицај Шубића, које је Младен II изгубио у последњем рату око Босне. Међутим, он није успео освојити Босну, те је кренуо у освајање градова које је држао кнез Нелипац. Стјепан II Котроманић је поново променио страну и отпочео је рат против Шубића. Јурај је учествовао у неуспешној бици код Блиске. На лето 1324. године Нелипац и Јурај сукобили су се у близини Крке. Стјепан је дао пасивну подршку Шубићима. Нелипац је поразио и заробио Јураја у бици. Стјепан је покушао ослободити Јурја из заробљеништва, али безуспешно. Јурај је умро 1328. године.

## Потомство
- Павле III (умро 1356), оженио млетачку принцезу Катарину Дандоло.
- Катарина, удата за грофа Ивана Јуришића.
- Божидар (умро 1348), брибирски кнез 1345–47. године.
- Младен III (умро 1348), владао Клисом 1330–48. године. Био ожењен Јеленом Немањић.
- Јелена (око 1306–1378), удата за Владислава Котроманића, мајка Твртка I.